# 费煜
费煜（1991年2月6日—），上海人，是中国职业足球运动员，现效力于大连英博足球俱乐部，司职中场。

## 职业生涯
2010年，费煜从上海申花预备队进入一线队，费煜在2011年10月29日客场对阵南昌衡源的比赛中替补出场完成了其在上海申花的处子秀，这也是他在2011年赛季唯一一场比赛。在2012年赛季再获得2次联赛替补出场机会。2013年初合同期满后，出于对比赛机会的渴望，费煜拒绝了上海申花的续约。
2013年3月2日，波兰足球乙级联赛球队波兹南瓦塔正式宣布费煜加盟球队。4月13日，他在波兹南瓦塔0-1不敌格鲁琼兹的比赛中替补出场，首次代表球队亮相。4月底，他离开波兰回国。
2013年9月，费煜加盟葡萄牙足球乙级联赛球队塞塔伦斯，在葡萄牙杯第二轮比赛中费煜在下半场替补出场贡献一次助攻，助球队以4-2力克阿莫拉。
2014年7月，中甲球队深圳红钻在官方网站宣布费煜转会加盟球队。
2019年2月，中甲球队南通支云宣布费煜转会加盟球队。
2022年4月22日，加盟大连人职业足球俱乐部。